# Święto dziedzińców w Kordobie
Święto dziedzińców w Kordobie (hiszp. La fiesta de los patios de Córdoba) – festiwal trwający ok. 12 dni i odbywający się corocznie na początku maja w Kordobie, w Andaluzji, w południowej Hiszpanii, w ramach którego dekorowane i udostępniane do zwiedzania są dziedzińce (patia) domów znajdujących się w historycznym centrum miasta.

## Historia
Po raz pierwszy mieszkańcy Kordoby zaczęli udostępniać zwiedzającym dziedzińce swoich domów w 1918 roku. W 1921 roku nowa tradycja została sformalizowana, kiedy to burmistrz miasta Francisco Fernández de Mesa zorganizował konkurs na najpiękniejszy dziedziniec, balkon lub witrynę, w którym udział wzięły trzy patia, między które rozdzielono nagrody w wysokości 100, 75 i 50 peset. Kolejne edycje konkursu odbywały się w latach 1933–1936, tradycję przerwał jednak wybuch wojny domowej. Do organizowania święta dziedzińców powrócono w 1944 roku.
W kolejnych latach festiwal rozrastał się, zwiększana była również pula nagród konkursowych. W latach 80. XX wieku określono ostatecznie kryteria oceny uczestniczących w rywalizacji dziedzińców, w 1980 roku tradycję wpisano na listę festiwali o narodowym znaczeniu turystycznym (hiszp. Fiestas de Interés Turístico Nacional).
W grudniu 2012 roku podczas odbywającej się w Paryżu 7. sesji Międzyrządowego Komitetu ds. Ochrony Niematerialnego Dziedzictwa Kulturowego święto dziedzińców w Kordobie wpisane zostało na listę reprezentatywną niematerialnego dziedzictwa kulturowego UNESCO.

## Charakterystyka

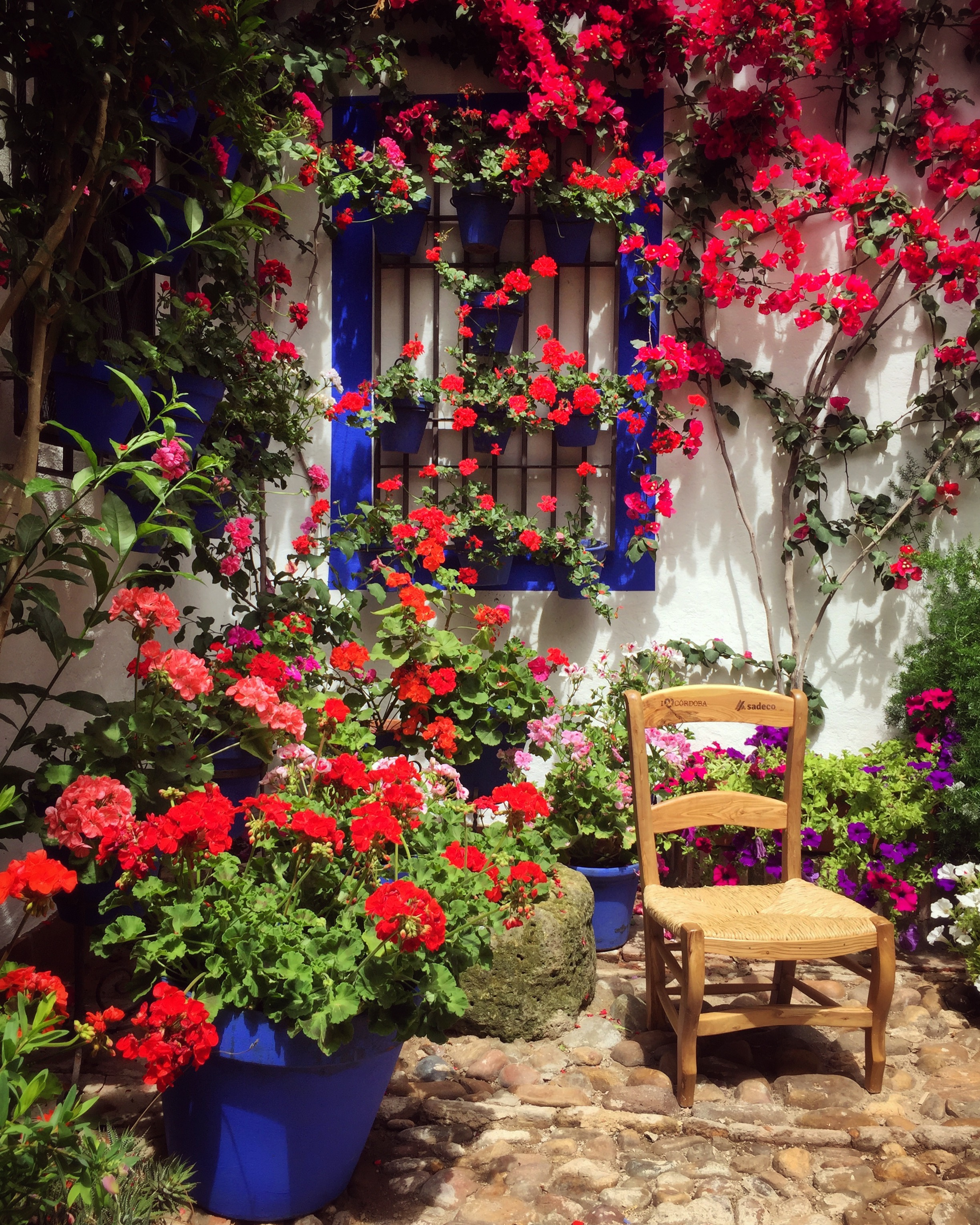
Jeden z udekorowanych dziedzińców (2017)

Kordobańskie dziedzińce usytuowane są w zabytkowym centrum miasta, pośród domów wielorodzinnych lub w zespołach domów jednorodzinnych o wspólnym patio. Swoją formą nawiązują do architektury okresu islamskiego, w której zewnętrzne elewacje domów stanowią jedynie gołe ściany, zaś okazałe fasady z dziedzińcami zwrócone są do wewnątrz. Są to przestrzenie kulturowe stanowiące centrum życia rodzinnego, zdobione bujną, starannie dobraną i zaaranżowaną roślinnością posadzoną w doniczkach i na rabatach oraz zwisającą ze ścian. Uzupełnieniem wystroju danego patio często są niewielkie fontanny i sadzawki oraz zdobione meble.
Wyróżnia się dwa rodzaje patiów:
- okazałe dziedzińce na terenie budowli religijnych (np. sanktuarium Nuestra Señora de la Fuensanta(inne języki) czy meczetu-katedry La Mezquita) lub starych pałaców należących do lokalnej arystokracji (np. Palacio de Viana(inne języki)),
- dziedzińce konkursowe, czyli wszystkie biorące udział w festiwalu od czasu jego rozpoczęcia w 1921 roku aż do dziś, do których zalicza się dwa podtypy: stare dziedzińce z zachowaną pierwotną architekturą (wybudowane do lat 70. XX wieku) oraz dziedzińce ze współczesną lub odnowioną architekturą o mniejszym stopniu autentyczności.

Dziedzińce biorące udział w konkursie są przez cały czas trwania festiwalu otwarte dla zwiedzających, których witają mieszkańcy lub właściciele domów. Turyści podziwiają piękno ogrodów i kunszt ich twórców, a jako symboliczny wkład w utrzymanie święta proszeni są o pozostawienie na wystawionej tacy drobnej zapłaty. Na największych patios tradycyjnie odbywają się wspólne śpiewy, gra na gitarze flamenco, tańczy się popularne tańce (w tym flamenco), organizowane są również przedstawienia oraz koncerty. Część wydarzeń w ramach festiwalu odbywa się również na ulicach i placach w przestrzeni zabytkowego centrum Kordoby.
Tradycja jest odbierana jako integralny element dziedzictwa kulturowego miasta i daje jego mieszkańcom silne poczucie przynależności do wspólnoty. Mieszkańcy Kordoby gromadzą się z przyjaciółmi i rodzinami, by wspólnie dekorować patia, które stają się następnie przestrzenią wspólnego świętowania i biesiadowania. Przygotowanie święta integruje ludzi ze wszystkich warstw społecznych i grup wiekowych, a efektem współpracy są dziedzińce o kwiatowej, chromatycznej, akustycznej, aromatycznej i kompozycyjnej różnorodności. Transmisja tradycji odbywa się głównie w rodzinach, do których należą pielęgnowane przez cały rok i dekorowane na majowe święto dziedzińce. Swój udział w podtrzymaniu zwyczaju mają również stowarzyszenia oraz władze miasta koordynujące przebieg festiwalu.

## Galeria

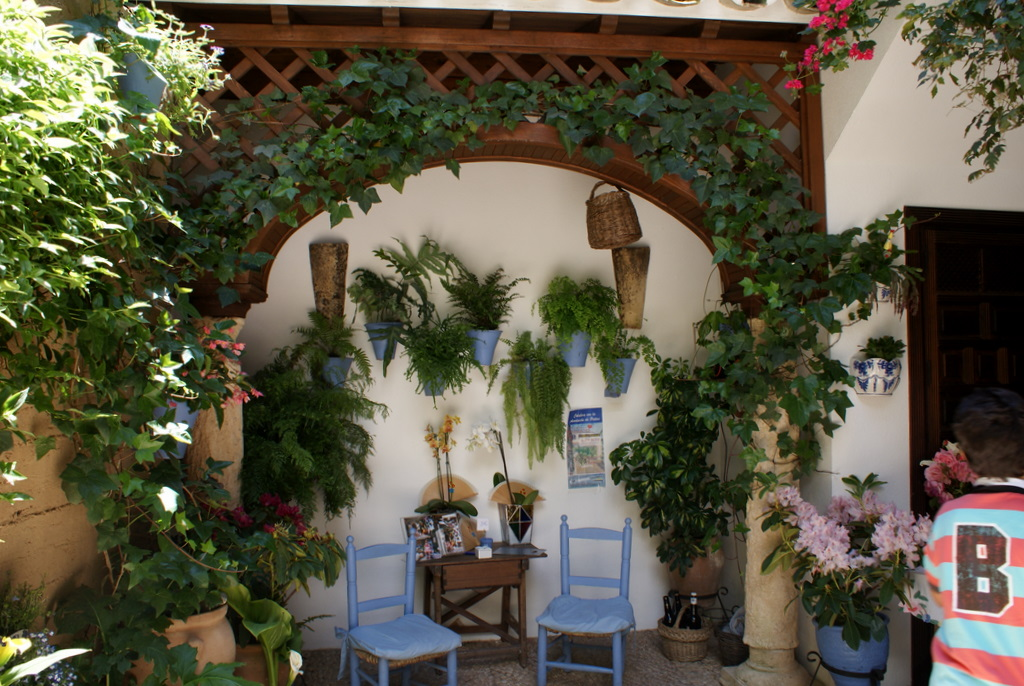
Święto dziedzińców w 2010 roku
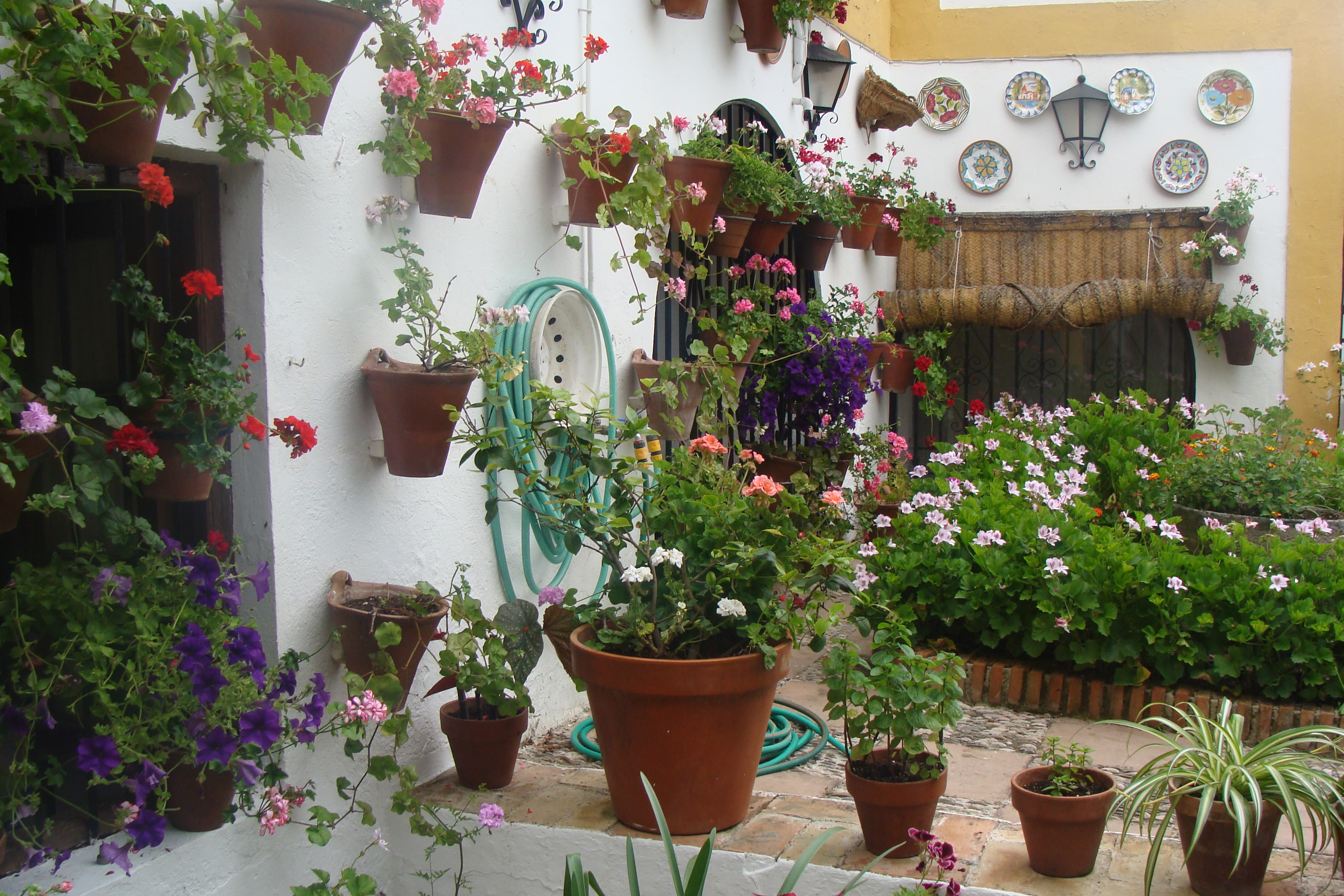
Święto dziedzińców w 2011 roku
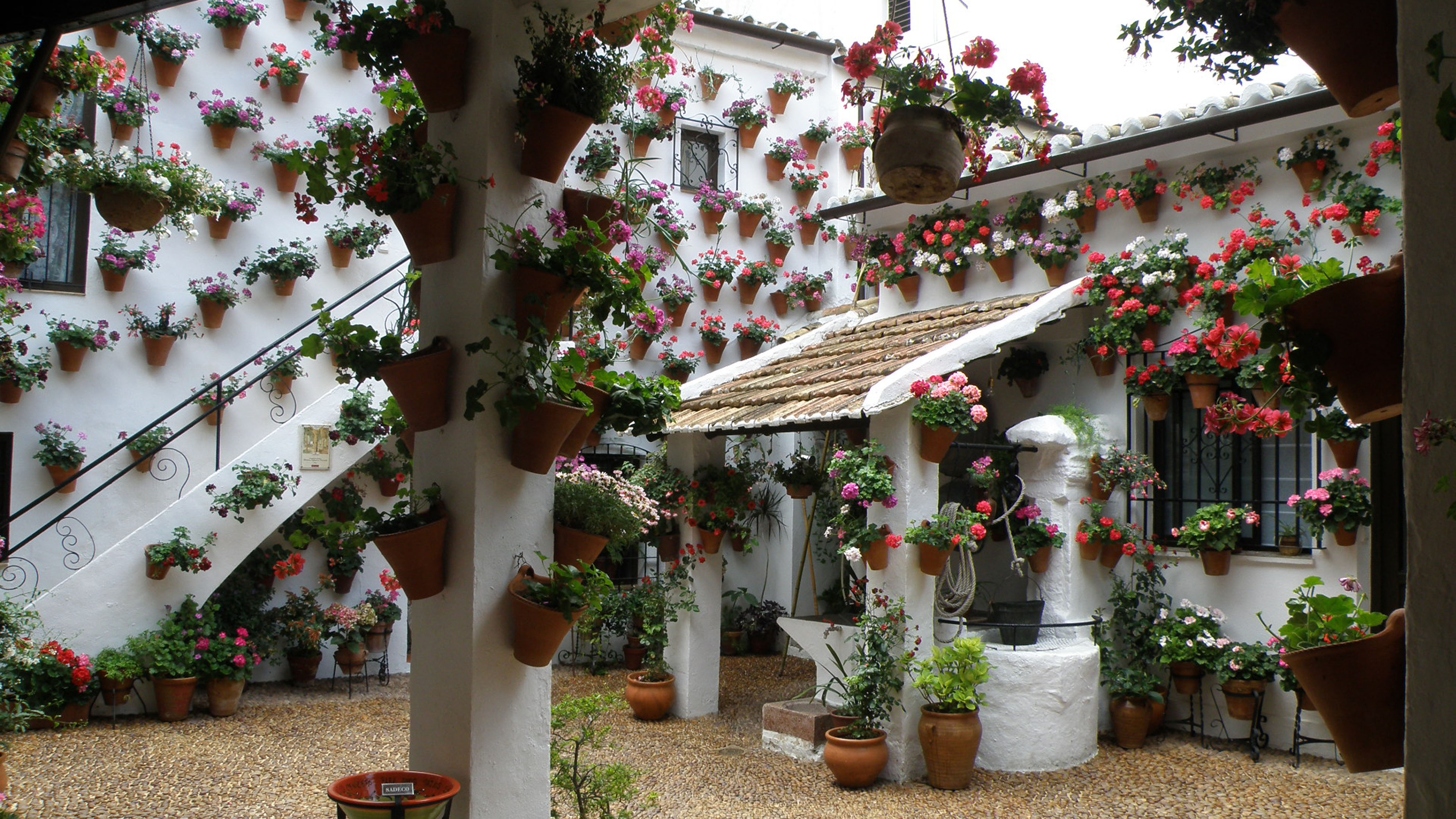
Święto dziedzińców w 2012 roku
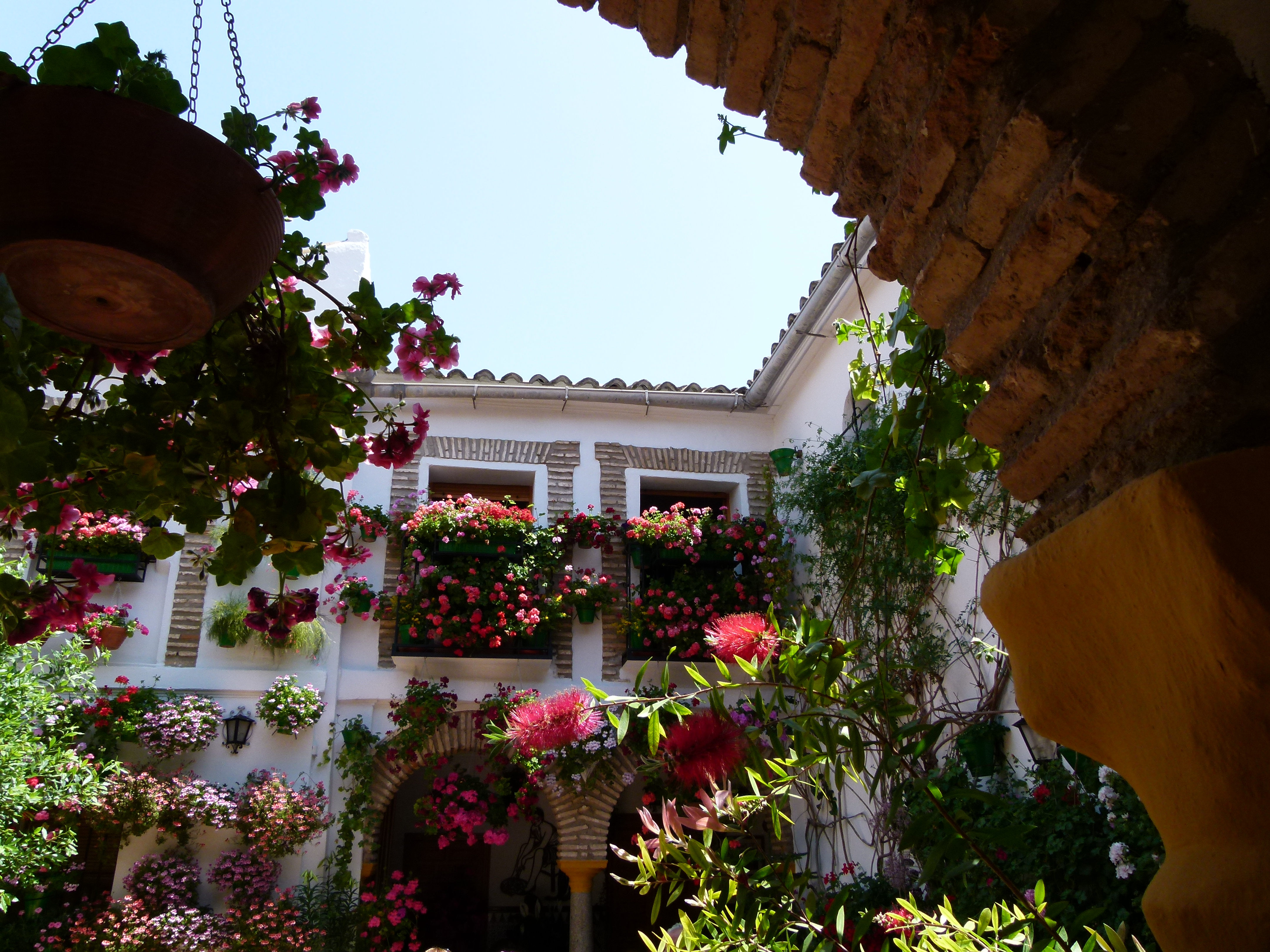
Święto dziedzińców w 2012 roku
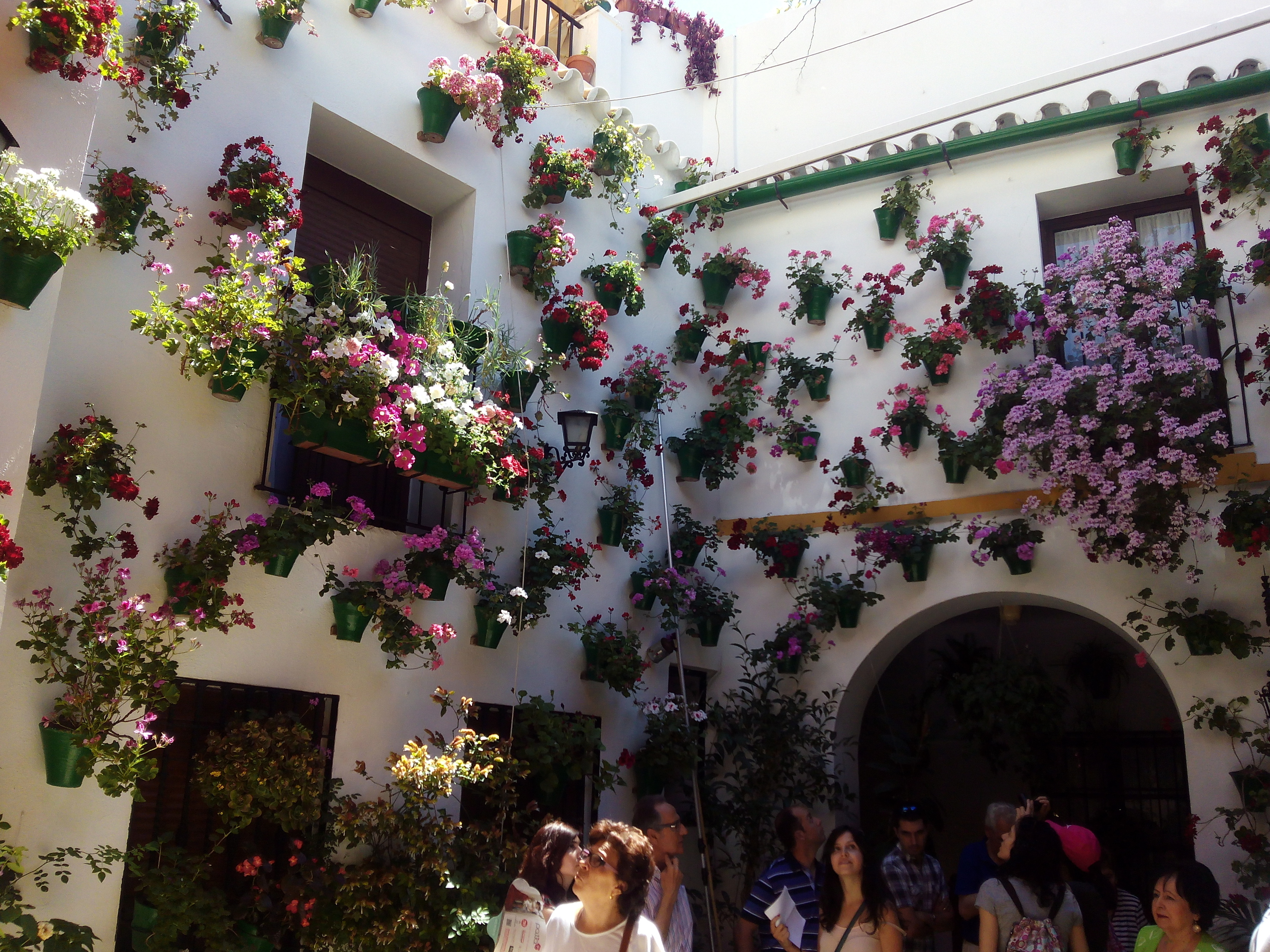
Święto dziedzińców w 2015 roku
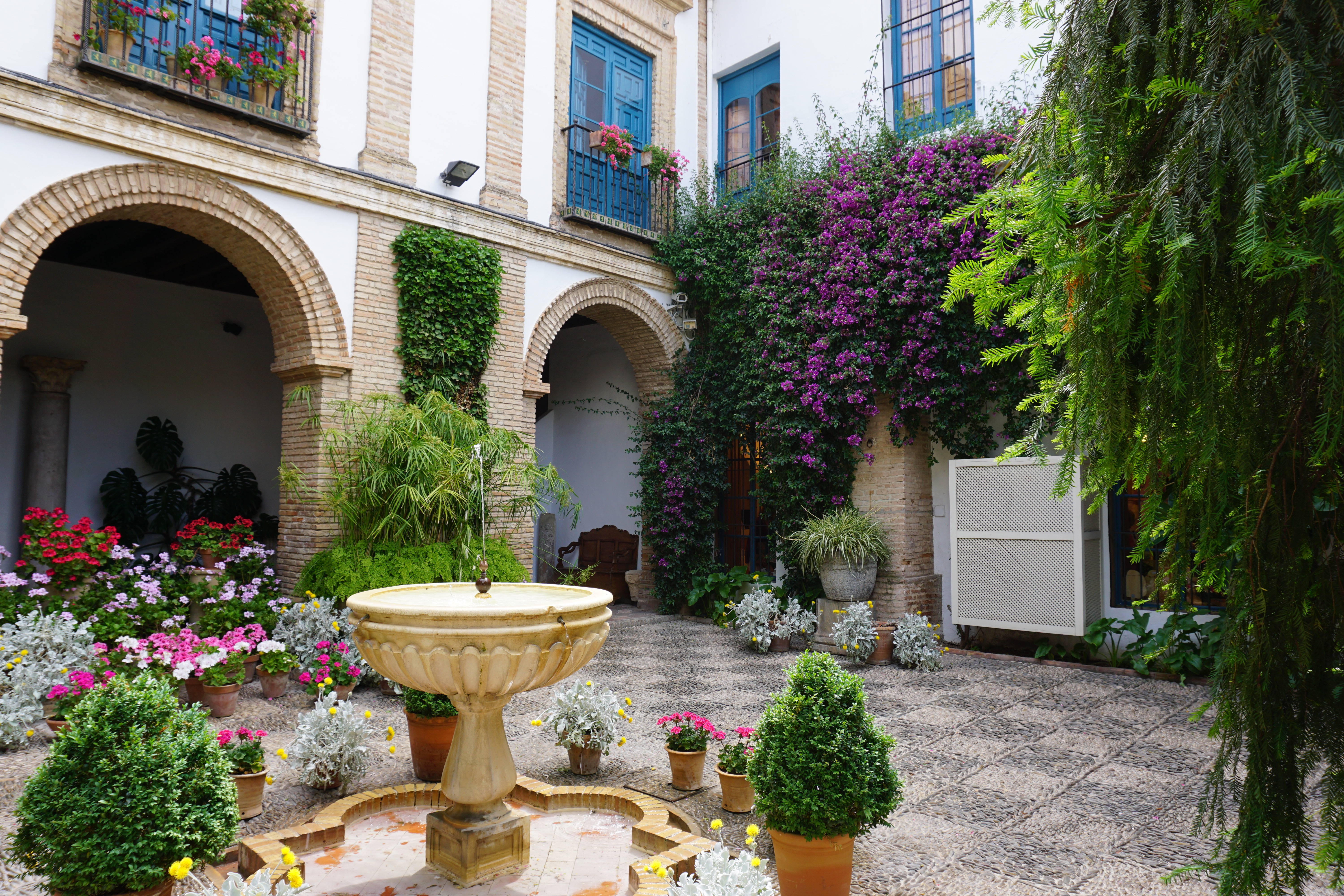
Święto dziedzińców w 2015 roku